# 미래도시포럼
미래도시포럼은 기술, 산업, 인구, 환경, 교육, 문화, 정책 등 시민의 삶에 큰 영향을 끼치는 시인을 주제로 정치인, 시민, 기업인  및 학계 전문가가 머리를 맞대고 도시의 비전을 논의하기 위해 2019년 발족한 온라인 네트워킹 포럼이다. 미래도시포럼은 대단위 참가자의 효율적인 의사소통을 위해 인터넷으로 생중계되는 방송을 중심으로 시민들의 무제한 참여가 가능한 양방향 플랫폼을 통해 실시간 투표게임으로 구성된다.
목적: 각 도시가 직면한 다양한 문제(인구 감소, 기후 변화, 산업 변화 등)에 대응하고 지속가능한 도시의 발전을 위한 비전과 전략을 시민 모두가 참여하는 집단지성을 기반으로 모색한다.
주요 논의 내용: 자율주행, 인공지능, 로봇, 스마트팜 등 미래 혁신 기술을 활용한 도시의 비전, 도시 계획 및 정책 변화, 환경 문제 해결, 사회적 포용성 증진 등 광범위한 주제를 다룬다. 일부 지식인, 정치인 및 시민사회단체 중심의 발제 및 토론을 지양하고, 제한엊ㅅ는 시민의 적극적인 참여를 전제로 도시의 미래를 조망한다.
양방향 온라인 참가: 미래도시포럼의 핵심 특징이다. 지방정부 관계자, 학계 전문가, 기업가, 시민 등 다양한 관계자들이 온라인 플랫폼을 통해 무제한으로 참여하도록 개방한다. 단순한 개방적 차원을 넘어 참가자들의 적극적인 의견참여를 독려하기 위하여 온라인 퀴즈, 온라인 설문 등의 방법으로 사용자의 의견 참여를 유도한다. 미래도시포럼은 최근 투표게임의 일종인 동의율게임을 도입하여 보다 많은 시민들이 실시간으로 소통하며, 우리도시의 현안에 대한 안목을 키우고 집단지성 형성에 기여하도록 한다.

## 포럼 출범
《미래도시포럼》은 2019년 대전시의 산학연관 관계자들이 대덕연구개발특구의 과학기술 혁신을 통해 번영하게될 미래도시 대전의 비전을 조망하고 대한민국의 미래 먹거리를 발굴하기 위해 추진된 프로젝트였다.
2019년 Covid19 유행으로 인해 비대면 포럼으로 출범했으며, 2020년 양방향플랫폼 땡기지 운영사인 (주)케이시크의 후원으로 동시 10만명이 실시간으로 투표에 참여하는 인터넷 포럼을 시작하며 집단지성을 기반으로 한 양방향 프로그램으로 자리잡았다.

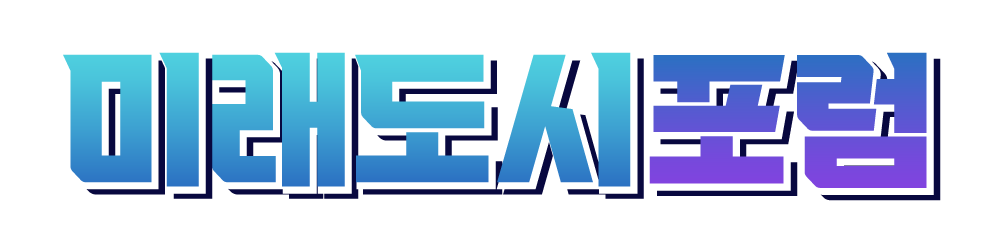
미래도시포럼 로고

2020 미래도시포럼은 향후 10년 내외에 도시민의 삶을 송두리채 바꾸게 될 혁신 서비스 기술분야를 조망하였으며 자율주행자동차, 휴머노이드로봇, 실내스마트팜 등의 3대 미래 신서비스 기술분야로 선정하고 이에 따른 영향을 조망하였다.

### 1. 자율주행자동차
자율주행차는 운전자의 개입 없이 스스로 주행하며 우리 도시와 이동 방식에 근본적인 변화를 가져올 것이다. 더 이상 인간의 실수로 인한 교통사고는 찾아보기 어려워져 도로는 훨씬 안전해지고, 차량 간 효율적인 소통으로 교통 체증은 획기적으로 줄어들 것이다. 사람들은 운전대에서 해방되어 이동 시간을 업무, 휴식, 여가 활동 등 훨씬 더 가치 있는 일에 활용할 수 있게 될 전망이다. 무인 택시나 자동 배송 서비스가 보편화되면서 교통 약자들도 자유롭게 이동할 수 있게 되며, 주차 공간의 필요성이 대폭 줄어들면서 아파트 지하주차장과 같은 유휴 공간을 다른 혁신적인 용도로 활용할 길을 열어줄 것으로 기대된다.

### 2. 휴머노이드 로봇: 인간 삶의 동반자이자 조력자
인간과 유사한 형태를 가진 AI 기반의 휴머노이드 로봇은 단순히 반복적인 작업을 넘어 우리 삶의 깊숙한 곳까지 들어와 큰 변화를 일으킬 것이다. 위험하거나 육체적으로 힘든 노동을 로봇이 대신하면서 생산성은 비약적으로 향상되고, 인간은 더욱 창의적이고 고부가가치 업무에 집중할 수 있게 될 전망이다. 이들은 개인 비서처럼 일정을 관리하고, 가사를 돕거나, 고령층을 위한 간병인 역할을 수행하며 개인의 삶의 질을 전반적으로 높여줄 것이다. 또한, 고령화로 인한 노동력 부족 문제나 돌봄 서비스 수요 증가 같은 사회적 난제 해결에도 중요한 조력자가 될 것이다.

### 3. 실내 스마트팜: 도시 속 식량 혁명
실내 스마트팜은 기후 변화와 토지 부족에 구애받지 않고 식량을 생산하는 혁신적인 방식으로, 미래 도시의 먹거리 문제를 해결할 핵심 열쇠다. 인공지능과 ICT 기술로 빛, 온도, 습도, 영양분 등을 정밀하게 제어하며 연중 내내 안정적으로 고품질의 농산물을 생산할 수 있게 된다. 도심 속에서 직접 농산물을 재배하여 유통 단계를 최소화하고 신선한 먹거리를 바로 공급할 수 있다. 특히 물을 90% 이상 절약하고 농약 사용을 줄이는 등 자원 효율성을 극대화하여 환경 부담을 줄이는 지속 가능한 농업 모델을 제시했다. 이는 아파트 지하주차장처럼 활용도가 낮아질 수 있는 공간을 도시의 새로운 식량 생산 기지로 탈바꿈시키는 계기가 될 것이다.

## 포럼 개최
- 2020년 8월 1일: <대전 미래도시포럼>이라는 제목으로 ‘자율주행자동차의 기술현황’의 주제로 1회차 방영
- 2020년 9월 4일: 특정지역에 국한되지 않게 <미래도시포럼>으로 변경, ‘자율주행자동차 정책’의 주제로 2회차 방영
- 2020년 9월 25일: ‘자율주행자동차 비즈니스모델’의 주제로 <미래도시포럼> 3회차 방영, <자율주행자동차 3부작> 끝
- 2020년 12월 18일: ‘지능형 미래도시를 위한 기술과 방향’을 주제로 4회차 방영
- 2021년 1월 20일: <유성구 희망토크, 포스트 코로나를 말하다>의 타이틀로 5회차 방영
- 2021년 2월 23일: <과학도시 대전 그랜드 디자인>을 주제로 6회차 방영
- 2022년 3월 21일: <대전의 미래에 대해 145만 대전시민에게 듣는다>의 타이틀로 7회차 방영
- 2022년 5월 13일: <천안의 미래를 만드는 당신의 한마디, 천안 시민의 선택>의 타이틀로 8회차 방영
- 2022년 5월 14일: <세종의 미래를 만드는 당신의 한마디, 세종 시민의 선택>의 타이틀로 9회차 방영
- 2022년 5월 25일: <대전 유성구 미래에 대해 35만 유성구민에게 듣는다>의 주제로 10회차 방영
- 2024년 2월 5일: <송대윤 대전시의원과 함께하는 디지털시민대화>의 타이틀로 11회차 방영

## 포럼 진행
- 실시간 라이브 스트리밍 시간

| 방송 일자        | 방송 시간          | 방송 분량  |
| 2020년 8월 1일   | 토요일 16:00~18:00 | 2시간      |
| 2020년 9월 4일   | 금요일 16:00~18:00 | 2시간      |
| 2020년 9월 25일  | 금요일 16:00~17:30 | 1시간 30분 |
| 2020년 12월 18일 | 금요일 16:00~18:00 | 2시간      |
| 2021년 1월 20일  | 수요일 19:30~21:00 | 1시간 30분 |
| 2021년 2월 23일  | 화요일 19:00~21:00 | 2시간      |

## 포럼 포맷
- 미래도시포럼은 온라인 참가자가 실시간으로 의견참여하는 양방향 인터넷 포럼으로 온라인 참가자들의 집중도를 높이기 위한 빠임새 있는 양방향 방송 형식으로 제작된다. 주요 포맷은 출연진의 주제발표, 토론, 참가자의 투표 설문 채팅 등의 의견참여로 구성된다. 참가자의 의견참여를 독려하기 위해 퀴즈 및 투표게임 등 게이미피케이션 기법이 포함되는데 2025년에는 투표게임의 일종인 동의율게임이 도입되었다.
- 진행자 1인에 발제자와 토론패널로 구성된 현장 진행인원과 땡기지 접속을 통해 비대면 영상참여로 참가한 인원, 시청자들이 주제 관련 내용으로 소통하는 포럼 형식
- 진행자의 진행 하에, 주제관련 발제를 마치고, 관련퀴즈 및 설문을 온라인 시청자들에게 실시간으로 실시하고, 설문결과를 참고하여 현장 패널들끼리 주제를 가지고 토론
- 각 주제 관련 전문가 및 지역인사를 초빙하여 전문적이고 심도 깊은 내용으로 회의
- 프로그램 진행 사이에 시청자들이 즐길 수 있는 퀴즈와 경품추첨 시간도 구성하여, 포럼에 참여하고 있는 시청자들에게 경품당첨의 기회도 제공

### 참여 패널
| 방송 회차 | 성명         | 소속(직책)                            |
| 1회       | 진행: 안기돈 | 충남대학교 경제학과 교수              |
| 1회       | 발제: 한지형 | 오토노머스a2z 대표                    |
| 1회       | 발제: 최정단 | ETRI 본부장                           |
| 1회       | 패널: 조승래 | 국회의원                              |
| 1회       | 패널: 문창용 | 대전광역시 과학산업국장               |
| 2회       | 진행: 안기돈 | 충남대학교 경제학과 교수              |
| 2회       | 발제: 김규옥 | 교통연구원 미래차                     |
| 2회       | 발제: 조성우 | 자동차안전연구원 자율주행실장         |
| 2회       | 패널: 최수만 | 대전테크노파크 원장                   |
| 2회       | 패널: 전희정 | 변호사                                |
| 3회       | 진행: 안기돈 | 충남대학교 경제학과 교수              |
| 3회       | 발제: 남궁호 | 세종시 경제정책과장                   |
| 3회       | 발제: 김영렬 | (주)케이시크 대표                     |
| 3회       | 패널: 김수우 | (주)모닝엔터컴 대표                   |
| 3회       | 패널: 이희택 | 세종포스트 국장                       |
| 4회       | 진행: 안기돈 | 충남대학교 경제학과 교수              |
| 4회       | 발제: 이유철 | ETRI                                  |
| 4회       | 발제: 김미라 | FIRSTBRAVE                            |
| 4회       | 발제: 이도헌 | KAIST 교수                            |
| 4회       | 패널: 양중식 | (주)아이와즈 대표                     |
| 4회       | 패널: 김영렬 | (사)대덕이노폴리스벤처협회 수석부회장 |
| 5회       | 진행: 안기돈 | 충남대학교 경제학과 교수              |
| 5회       | 발제: 정용래 | 대전광역시 유성구청장                 |
| 5회       | 패널: 고경곤 | 대전마케팅공사 대표                   |
| 5회       | 패널: 박종협 | 유성구 진잠동 주민자치회장            |
| 6회       | 진행: 박정희 | 아나운서                              |
| 6회       | 발제: 김명수 | 대전광역시 과학부시장                 |
| 6회       | 패널: 안기돈 | 충남대학교 경제학과 교수              |
| 6회       | 패널: 김혜진 | ETRI 책임연구원                       |
| 6회       | 패널: 천영석 | (주)트위니 대표                       |

## 주제와 발제 내용
- 4-1 1회 <자율주행자동차의 기술현황>
  - 발제1 ‘자율주행자동차, 어디까지왔나’ (발제자: 한지형 오토노머스a2z 대표)
  - 발제2 ‘자율주행자동차가 가져올 도시 혁신’ (발제자: 최정단 ETRI 본부장)

- 4-2 2회 <자율주행자동차 정책>
  - 발제1 ‘자율주행자동차의 안전과 사회적 수용성’ (발제자: 김규옥 교통연구원 )
  - 발제2 ‘자율주행자동차 주요 정책 추진방향’ (발제자: 조성우 자동차안전연구원 자율주행실장)

- 4-3 3회 <자율주행자동차 비즈니스 모델>
  - 발제1 ‘자율주행자동차 서비스 모델’ (발제자: 남궁호 세종시 경제정책과장)
  - 발제2 ‘자율주행자동차 비즈니스 모델’ (발제자: 김영렬 (주)케이시크 대표)

- 4-4 4회 <지능형 미래도시를 위한 기술과 방향>
  - 발제1 ‘AI & 헬스케어’ (발제자: 이도헌 KAIST 교수)
  - 발제2 ‘비정형 환경 지능형 자율주행’ (발제자: 이유철 ETRI)
  - 발제3 ‘FIRTSTBRAVE가 제공하는 EQain AI 저작권 관리시스템’ (발제자: 김미라 FIRSTBRAVE)

- 4-5 5회 <유성구 희망토크, 포스트코로나를 말하다>
  - 발제1 ‘민생과 경제, 삶의 터전을 파괴하는 코로나-19’ (발제자: 정용래 대전광역시 유성구청장)

- 4-6 6회 <과학도시 대전 그랜드 디자인>
  - 발제1 ‘과학으로 잘사는 도시 대전’ (발제자: 김명수 대전광역시 과학부시장)

## 뉴스사이트
2021년 미래도시포럼 뉴스가 출범되었다. 도메인은 https://news.thankage.com/이다.

## 포럼 방향성
- 미래지향적인 주제로, 기술뿐만이 아니라 정책적 측면 등 미래도시발전에 기여할 수 있는 모든 분야를 소재로, 기업과 지역, 지역과 시민 등 다양한 커뮤니티 형성을 통한 상호소통 모색
- 설문코너를 통한 대중 인식과 선호도를 실시간 통계결과로 확인하여, 대중의 의견을 전달하는 매개역할
- 미래 정책·기술을 미리 내다보고, 정보공유와 더불어 정책·기술적 관심을 이끌어내는 역할